# مین‌کوب تفتان
تفتان یک خودروی زرهی مین‌کوب، برای پاکسازی میدان‌های مین است که توسط وزارت دفاع و پشتیبانی نیروهای مسلح جمهوری اسلامی ایران طراحی و ساخته شده است.

## خصوصیات
از این مین‌کوب تا کنون دو مدل تفتان ۱ و تفتان ۲ طراحی و ساخته شده است.

### مین‌کوب تفتان ۱
این مین‌کوب قابلیت پاکسازی مین‌هایی تا وزن ۱۰ کیلوگرم و عمق ۳۰ سانتیمتر را دارد و در هر ساعت می‌تواند بین ۳ تا ۶ هزار متر مربع را پاکسازی کند.
به گزارش خبرگزاری‌های ایرانی، این خودروی زرهی، مین‌های ضدتانک، ضد خودرو و ضدنفر را پاکسازی می‌کند. عمق پاکسازی این خودرو ۳۰ سانتی‌متر و عرض پاکسازی آن سه متر است. این خودرو با شنی حرکت می‌کند و عملکرد خودکار دارد. بدنه زرهی و قابلیت جابجایی زیاد از خصوصیات آن به‌شمار رفته است. سرعت پاکسازی این خودرو در سطح، ۲ تا ۴ کیلومتر بر ساعت است. موتور این وسیله یک موتور دیزلی ۲۴۰ اسب بخار است که با گازوئیل کار می‌کند. خدمه این دستگاه، ۲ نفر هستند.

### مین‌کوب تفتان ۲
به گزارش خبرگزاری‌های ایرانی، مدل دوم از مین‌کوب‌های ساخت ایران، تفتان ۲ است که نسبت به نسخه قبلی، در شاسی و بدنه و تجهیزات، ارتقاء یافته است. قابلیت مانور عملیاتی بالاتر، توانایی انهدام مین‌های ضدنفر، کاربری آسان، بهره‌برداری از قطعات موجود در بازار داخلی در ساخت و کنترل عمق پاکسازی خودکار، از جمله قابلیت‌های متمایز این دستگاه با نمونه قبلی عنوان شده. موتور دستگاه ۲۸۰ اسب بخار از نوع بنز OM 355 A عنوان شده است. سیستم انتقال قدرت آن مکانیکی و هیدرواستاتیکی است و حداکثر سرعت آن در سطح ۱۵ کیلومتر بر ساعت است. هزینه ساخت این خودرو در سال ۱۳۸۴ مبلغ ۲۴۵ میلیون تومان عنوان شده است. این خودرو از سال ۱۳۸۴ و پس از دو مرحله آزمایش، به مرحله عملیاتی شدن رسید و در منطقه شلمچه ایران به کار گرفته شد.

### مین‌کوب تفتان ۳
به گفته منابع ایرانی، مین‌کوب تفتان ۳ که نسل سوم از مین‌کوب‌های ایرانی است، به صورت مکانیزه اقدام به پاکسازی می‌کند. پاکسازی تپه ماهورها و خاکریزها از ویژگی‌های این خودرو زرهی عنوان شده. عمق پاکسازی این دستگاه ۲۵ سانتی‌متر و عرض پاکسازی آن ۱۸۰ سانتی‌متر است. حداکثر سرعت آن ۲ کیلومتر بر ساعت است موتور آن از نوع Perkins. 182 hp است.